# Sergey Lishtvan
Sergey Lishtvan (n. 5 noiembrie 1970, Minsk, RSS Bielorusă, URSS) este un luptător ce a reprezentat Belarus, medaliat olimpic. A participat la 2 ediții ale Jocurilor Olimpice (1996, 2004) în care a câștigat o medalie de argint.